# Tetétlen
Tetétlen je vas na Madžarskem, ki upravno spada pod podregijo Püspökladányi Županije Hajdú-Bihar.